# Изложба „Нови чланови” (2011)
Изложба „Нови чланови” се одржала у периоду од 8. до 20. фебруара 2011. године у Уметничком павиљону „Цвијета Зузорић”.

## Излагачи
1. Небојша Алексић
2. Милан Андрић
3. Милан Антић
4. Момчило Бјековић
5. Данило Бојић
6. Јелена Бокић
7. Вук Вучковић
8. Сана Гарић
9. Јелена Гојсовић
10. Ивана Грубић
11. Јасна Дамњановић
12. Предраг Дамјановић
13. Александар Димитријевић
14. Марко Драгић
15. Милимир Драшковић
16. Стефан Живковић
17. Марија Здравковић
18. Јанко Илић
19. Јелена Коштица
20. Јована Комненић
21. Бојан Константиновић
22. Ива Контић
23. Бојан Крстић
24. Бранка Лалић
25. Јелена Лалић
26. Драгана Малушић
27. Антоније Мирко Малешић
28. Мирјана Николић Мариншек
29. Бојана Матејић
30. Јелена Миловић
31. Јагода Ајдуковић Мићовић
32. Марија Милановић
33. Јелена Неговановић
34. Мирко Николић
35. Александра Расулић
36. Зоран Рашајски
37. Јована Сибиновић
38. Санда Вучић Ристовски
39. Бојан Слачала
40. Нина Симоновић
41. Марија Скоко
42. Милорад Стајчић
43. Марија Спирић
44. Миленко Стевановић
45. Божо Терзић
46. Александар Тодоровић
47. Тамара Цветић
48. Татјана Шогоров